# Thysanopyga
Thysanopyga är ett släkte av fjärilar. Thysanopyga ingår i familjen mätare.

## Dottertaxa tillThysanopyga, i alfabetisk ordning[1]
- Thysanopyga abdominaria
- Thysanopyga agasusaria
- Thysanopyga albopunctaria
- Thysanopyga amarantha
- Thysanopyga apicitruncaria
- Thysanopyga bilbisaria
- Thysanopyga canescens
- Thysanopyga carfinia
- Thysanopyga cermalodes
- Thysanopyga commendata
- Thysanopyga conigera
- Thysanopyga crenata
- Thysanopyga deprivata
- Thysanopyga distincta
- Thysanopyga divisaria
- Thysanopyga fractimacula
- Thysanopyga fuscaria
- Thysanopyga illectata
- Thysanopyga lapidea
- Thysanopyga lollia
- Thysanopyga longistria
- Thysanopyga maresa
- Thysanopyga muricolor
- Thysanopyga nigricomata
- Thysanopyga nigricosta
- Thysanopyga ochrilinea
- Thysanopyga oroanda
- Thysanopyga palliata
- Thysanopyga picturata
- Thysanopyga prunicolor
- Thysanopyga puatartia
- Thysanopyga pygaria
- Thysanopyga strigata
- Thysanopyga submarginata
- Thysanopyga subpusaria
- Thysanopyga suffecta
- Thysanopyga varians